# ゼンマイ属

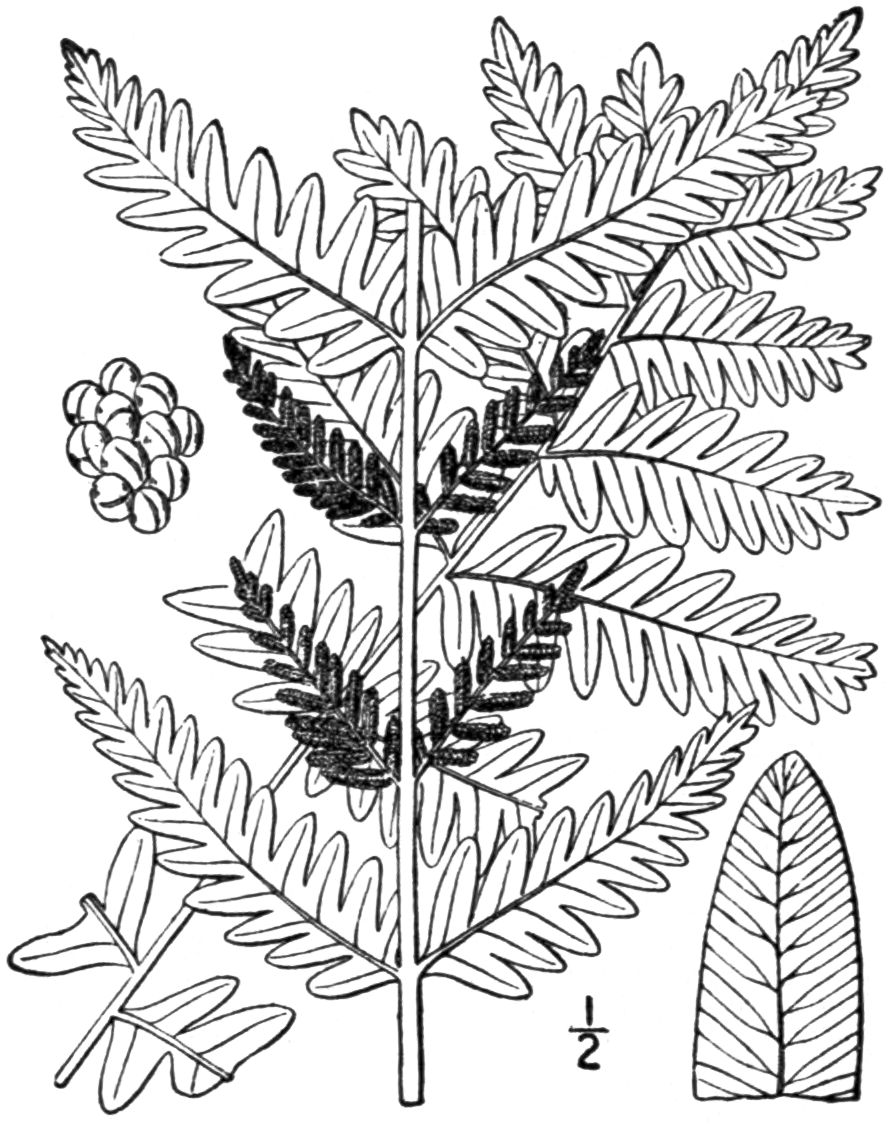
オニゼンマイ・図版

ゼンマイ属(学名：Osmunda)は、シダ植物門ゼンマイ科に属するシダ類の一群である。日本では、ゼンマイ科に属する唯一の属である。山菜として有名なゼンマイを含む。

## 特徴
根茎は短く這うかやや立つ。葉は常緑性か夏緑性で一回か二回羽状複葉。栄養葉と胞子葉の二形がはっきりあるか、同じ葉の中で異なった部分に分かれる。胞子嚢は胞子嚢群というようなまとまりを作らず、全体に密生して、すべてほぼ同時に熟す。胞子葉では葉身は全くなくなり、ほとんど軸の側面一杯に胞子嚢が密生している状態になる。

## 分類
世界に十数種が知られ、日本には5種ある。ただし、それらを3つの属に細分する説もある。
- ゼンマイ属 Osmunda
  - ゼンマイ亜属 Subgen. Osmunda：夏緑性、二回羽状複葉
    - ゼンマイ O. japonica Thunb.
    - ヤシャゼンマイ O. lancea Thunb.

  - ヤマドリゼンマイ亜属 Subgen. Osmundastrum：夏緑性、一回羽状複葉
    - ヤマドリゼンマイ O. chinnamomea L.
    - オニゼンマイ O. claytoniana L.

  - シロヤマゼンマイ亜属 Subgen. Plenasium：常緑性、一回羽状複葉
    - シロヤマゼンマイ O. banksiifolia (Pr.) Kuhn

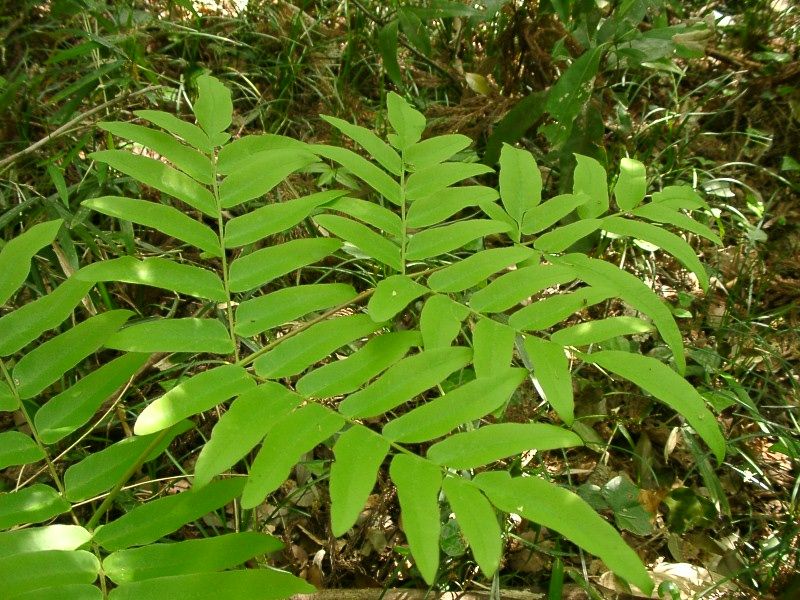
ゼンマイ・栄養葉
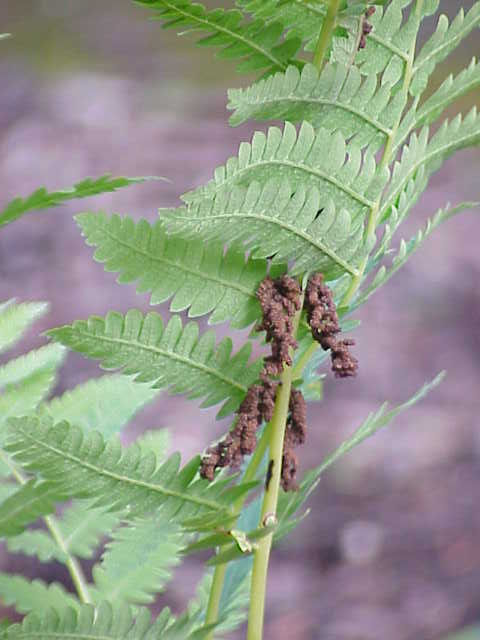
オニゼンマイ・胞子葉部
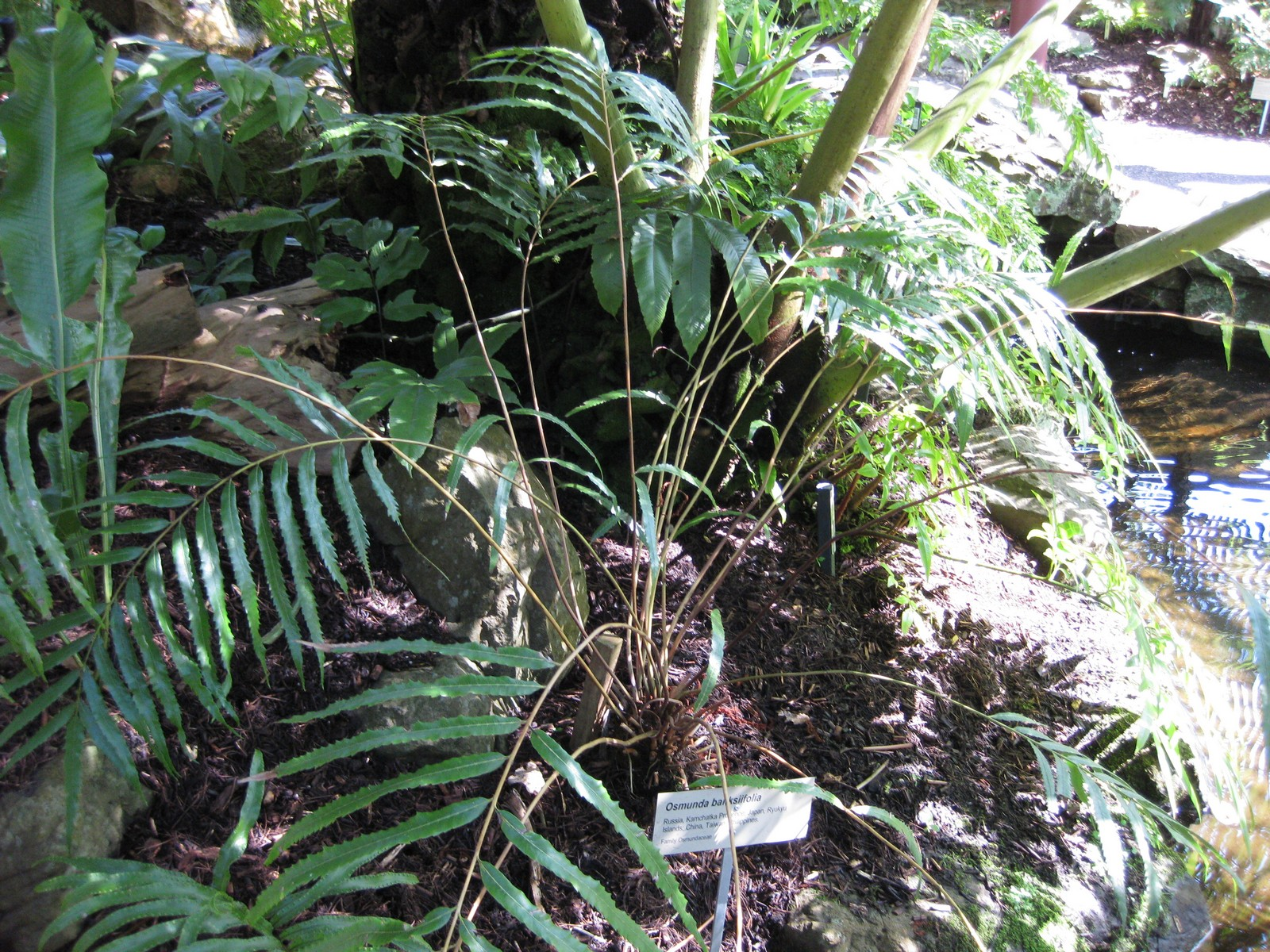
シロヤマゼンマイ